# Гатри, Арло
Арло Гатри (англ. Arlo Davy Guthrie, род. 10 июля 1947) — американский фолк-певец и музыкант, сын Вуди Гатри. Как и его отец, известен песнями протеста против социальной несправедливости. Самая известная работа музыканта — «Alice’s Restaurant Massacree», сатирическая песня в стиле разговорного блюза длиной около 18 минут. Его песня «Massachusetts» стала официальной песней Массачусетса — штата, где он жил большую часть своей взрослой жизни.
Родился в семье Вуди Гатри и танцовщицы Марджори Мазиа (Хана Гринблат, 1917—1983), внук еврейской поэтессы Элизы Гринблат.

## Дискография
- См. статью «Arlo Guthrie discography» в английском разделе.

## Интересные факты
- В 1969 году режиссёр Артур Пенн адаптировал песню Арло Гатри «Alice’s Restaurant Massacree»[англ.] в одноимённом фильме.
- В августе 1969 года принимал участие в рок-фестивале Вудсток.